# Спаччо-Джанноні
Спаччо-Джанноні (італ. Spaccio Giannoni) — село (італ. curazia) у державі Сан-Марино. Територіально належить до муніципалітету Доманьяно.